# Shun-ei Izumikawa
Shun-ei Izumikawa (泉川 俊英, Izumikawa Shun'ei) est un astronome amateur japonais, co-découvreur avec Osamu Muramatsu de deux astéroïdes : (5239) Reiki en 1990 et (27748) Vivianhoette en 1991.
| Astéroïdes découverts : 2 | Astéroïdes découverts : 2 |
| ------------------------- | ------------------------- |
| (5239) Reiki[1]           | 14 novembre 1990          |
| (27748) Vivianhoette[1]   | 9 janvier 1991            |
| 1. avec O. Muramatsu      |                           |